# 明石昌
明石 昌（あかし まさる、1963年2月1日 - ）は、日本の実業家。大和リビング株式会社元代表取締役社長、大和エステート株式会社元代表取締役社長、大和リビングマネジメント株式会社元代表取締役、株式会社三洋取締役、株式会社バンカーズ取締役、株式会社WiLLBE代表取締役、株式会社THEグローバル社取締役会長。

## 人物・経歴
1963年2月1日生まれ。1985年3月、立教大学法学部卒業。同年4月、大和ハウス工業株式会社に入社。
同社埼玉北支店長、武蔵野支店長、群馬支店長、東京支社集合住宅事業部長などを歴任し、2011年3月に大和リビング顧問に就任。2011年4月、大和リビング株式会社代表取締役及び大和エステート株式会社代表取締役に就任。
2012年1月、大和リビングマネジメント株式会社代表取締役、2014年7月、大和リビングユーティリティーズ株式会社代表取締役社長、2016年10月、大和リビングステイ株式会社代表取締役社長、2019年9月、大和リビングケア株式会社代表取締役社長を歴任。
2021年3月、株式会社三洋取締役、2021年4月、株式会社バンカーズ取締役、株式会社WiLLBE代表取締役、2021年9月、株式会社THEグローバル社取締役に就任、2022年9月同社取締役会長。